# St. Martin (Unteraltenbernheim)

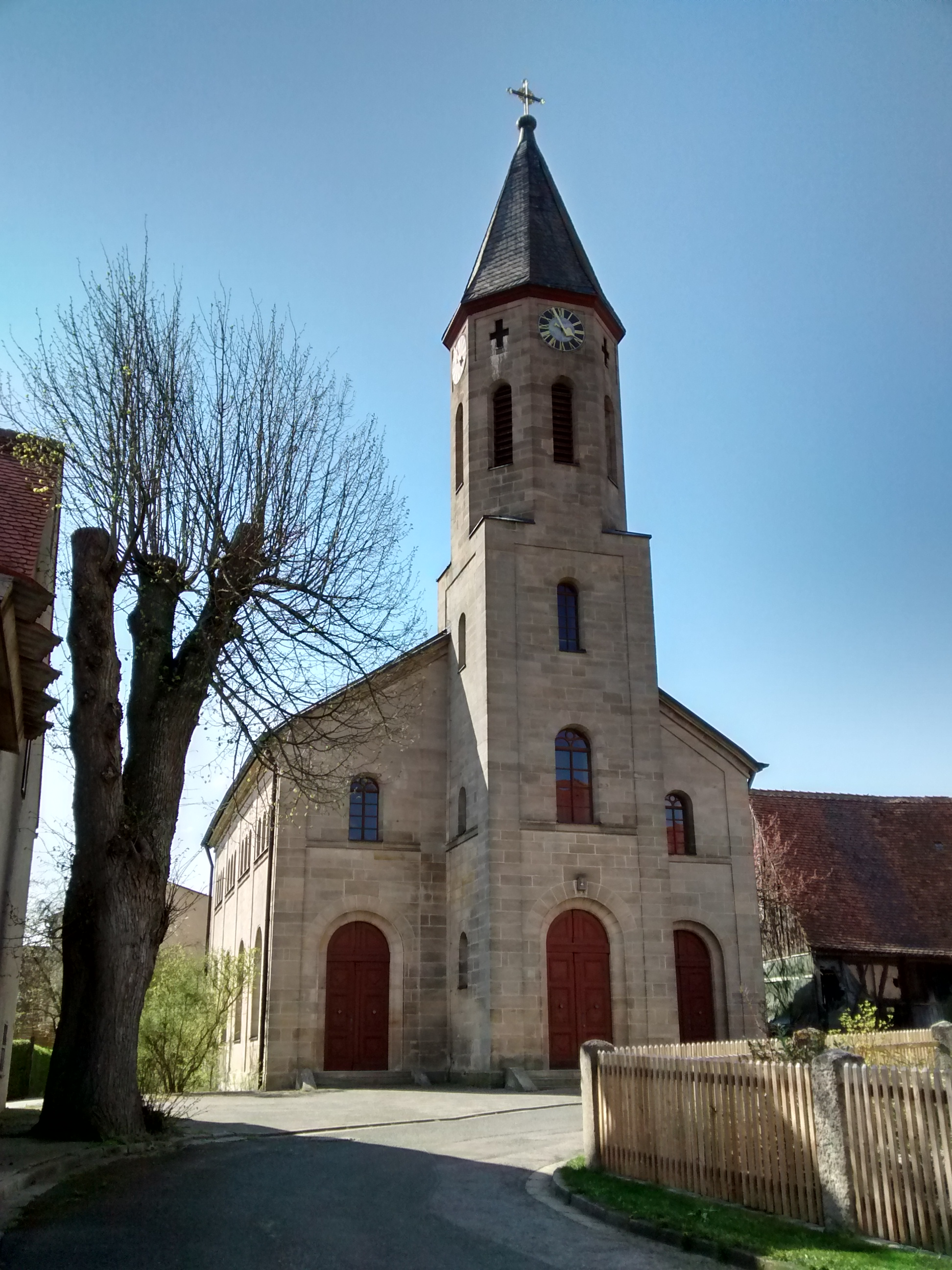
St. Martin (Unteraltenbernheim)

Die denkmalgeschützte, evangelisch-lutherische Pfarrkirche St. Martin steht in Unteraltenbernheim, einem Gemeindeteil des Marktes Obernzenn im Landkreis Neustadt an der Aisch-Bad Windsheim (Mittelfranken, Bayern). Die Kirche ist unter der Denkmalnummer D-5-75-156-34 als Baudenkmal in der Bayerischen Denkmalliste eingetragen. Die Kirchengemeinde gehört zum Dekanat Bad Windsheim im Kirchenkreis Ansbach-Würzburg der Evangelisch-Lutherischen Kirche in Bayern.

## Beschreibung
Die Saalkirche wurde 1848 aus Quadermauerwerk erbaut. Sie besteht aus einem zweigeschossigen Langhaus, das mit einem Satteldach bedeckt ist, einen Fassadenturm auf quadratischem Grundriss im Osten und einem eingezogenen, halbrund geschlossenen Chor im Westen. Das oberste Geschoss des Fassadenturms, das die Turmuhr und den Glockenstuhl beherbergt, ist achteckig. Dementsprechend ist auch das ihn bedeckende Zeltdach achteckig. 
Von der Kirchenausstattung steht die Kanzel von 1849 im Mittelpunkt, denn es handelt sich um eine Predigtkirche. Außerdem sind das achtseitige, kelchförmige Taufbecken und das Altarkreuz besonders sehenswert.